# Balboa, Panama
För andra betydelser, se Balboa.

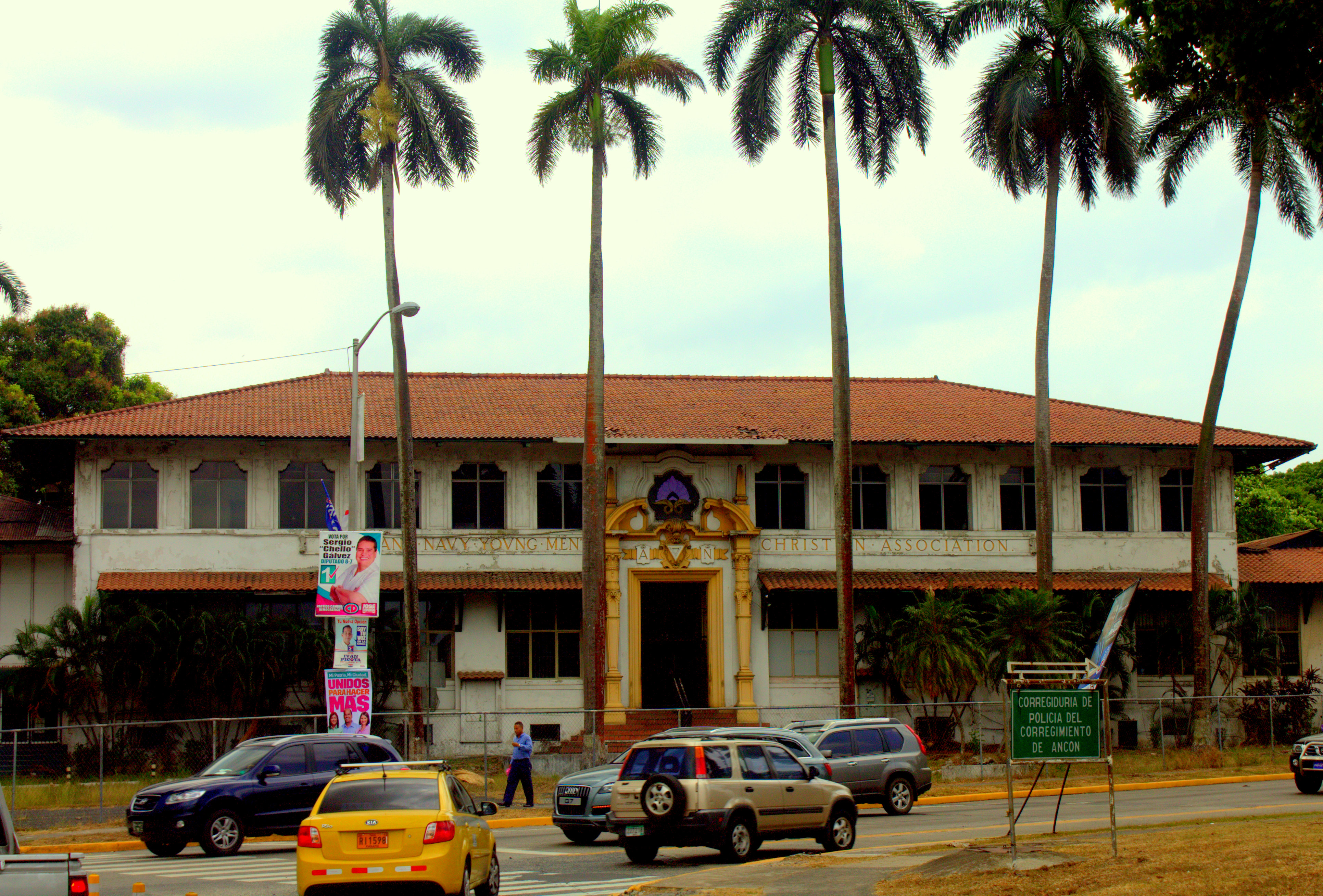
Tidigare amerikansk administrationsbyggnad.

Balboa är en del av Panama City, belägen vid panamakanalens mynning i Stilla havet. 
Staden har fått sitt namn efter den spanske konkvistadoren Vasco Núñez de Balboa, som upptäckte stilla havet. Till och med 1979 var detta det administrativa centrumet för Panamakanalzonen, vilket innebar att USA hade full kontroll över området. Staden ingår numera i huvudstaden Panama City.